# Betim Futebol
Der Betim Futebol ist ein Fußballklub aus Betim, im brasilianischen Bundesstaat Minas Gerais.

## Geschichte
Von 2006 bis 2012 gab es mit dem Betim Futebol Clube bereits einen Profifußballklub in der Stadt. Dieser trat aber nur in der dritten Liga der Staatsmeisterschaft von Minas Gerais an.
Die AMDH (Associação Mineira de Desenvolvimento Humano, Minas Gerais Vereinigung für menschliche Entwicklung) förderte seit 2012 Nachwuchsmannschaften in Minas Gerais. Mit diesen war man in U15 und U17 Wettbewerben erfolgreich. Im Mai 2019 gab AMDH die Gründung eines Profiklubs an und lud zur Gründungsversammlung am 6. Mai 2019 ein. Als Maskottchen wurde ein Krieger gewählt, welcher sich auf Logo des Klubs in Form eines antiken Helms aus Griechenland widerspiegelt.

## Herrenfußball
Noch im Jahr seiner Gründung trat Betim in der dritten Liga der Staatsmeisterschaft an. Man debütierte am 10. August mit einem Heimspiel gegen die AD Internacional de Minas. Dieses war erfolgreich, gewann der Klub doch mit 1:0. In seiner Gruppe D mit drei Konkurrenten musste Betim einen der beiden vorderen Plätze erreichen, um eine Runde weiterzukommen. Mit drei weiteren Siegen und zwei Unentschieden wurde man Erster. Dem Klub gelang es, die Finalspiele zu erreichen. Im Hinspiel empfing Betim den Pouso Alegre FC. Das Treffen endete torlos. Im Rückspiel schoss dann Pouso Alegres Spieler Romarinho in der 70. Minute das einzige Tor der Partie. Betim wurde somit Vizemeister, konnte sich aber über den Aufstieg in die zweite Liga der Staatsmeisterschaft fürs Folgejahr freuen.
In der Staatsmeisterschaft 2020 erreichte Betim die Endrunde. In seinem letzten Spiel am 28. November musste der Klub den Athletic Club (MG) schlagen, um noch einen der beiden ersten Plätze zu belegen, welche mit einem Aufstieg in die oberste Spielklasse verbunden waren. Man trennte sich 0:0, Betim wurde Dritter und musste in der Liga verweilen. Die Staatsmeisterschaft 2021 schloss der Klub dann schlechter ab. Er wurde Fünfter und verpasste die Endrunde. Diese erreichte Betim in den Jahren 2022 und 2023. Beide mal erreichte man erneut den dritten Platz.
Zur Ausgabe 2024 wurde der Modus geändert. Es gab keine Gruppe in der Endrunde. Vielmehr wurden die zwei Finalteilnehmer über zwei Gruppenphasen ermittelt. Hier konnte sich Betim durchsetzen. In den Finalspielen Ende Juli musste man sich dem SC Aymorés stellen. Das Hinspiel bei dem Klub ging 1:0 verloren. Im Rückspiel konnte man Ergebnis drehen und nach einem 2:0-Erfolg die Meisterschaft und den Aufstieg in das Módulo I feiern. In diesem gab Betim am 18. Januar beim Itabirito FC seinen Einstand, ein 1:0-Erfolg. Der Klub verpasste knapp den Einzug die Endrunde, erwarb aber den erstmaligen Zugang zu einem nationalen Wettbewerb. In der Saison 2026 darf man an der vierten Liga, der Série D, teilnehmen.

### Herren Teilnahme an Fußballwettbewerben
| Wettbewerb                          | Teilnahmen     |
| ----------------------------------- | -------------- |
| Série D                             | 1× – 2026      |
| Staatsmeisterschaft                 | 1× – 2025–     |
| Staatsmeisterschaft Segunda Divisão | 5× – 2020–2024 |
| Staatsmeisterschaft Módulo II       | 1× – 2019      |

### Herren Erfolge
- Staatsmeisterschaft von Minas Gerais – Módulo II: 2024

## Frauenfußball
2024 trat erstmals eine Frauenmannschaft in der Staatsmeisterschaft von Minas Gerais an. Die Mannschaft erreichte den sechsten Platz bei sieben Teilnehmern. 

### Frauen Teilnahme an Fußballwettbewerben
| Wettbewerb          | Teilnahmen |
| ------------------- | ---------- |
| Staatsmeisterschaft | 1× – 2024– |